# Hypsiboas secedens
Hypsiboas secedens és una espècie de granota que viu al Brasil.